# Angela Stanford
Angela Gwen Stanford (Fort Worth, 28 november 1977) is een Amerikaanse golfprofessional. Ze debuteerde in 2001 op de LPGA Tour.

## Loopbaan
In de jaren 1990 won Stanford enkele regionale titels bij de amateurs. Daarnaast won ze ook enkele regionale titels bij de amateurs. In 2004 debuteerde ze als amateur op de LPGA Tour nadat ze kwalificeerde of uitgenodigd was voor het Kraft Nabisco Championship. In 2000 werd ze golfprofessional.
In 2000 debuteerde ze op de Futures Tour en won één golftoernooi: Summit Consulting SBC FUTURES Tour Championship. Op het einde van het seizoen kwalificeerde ze voor de LPGA Tour in 2001
In 2001 debuteerde ze op de LPGA Tour en speelde ze een volledig golfseizoen. In juni 2003 behaalde ze haar eerste LPGA-zege door de ShopRite LPGA Classic te winnen. In februari 2012 behaalde ze haar vijfde LPA-zege door het HSBC Women's Champions te winnen.
Stanford werd ook meermaals lid van het Amerikaanse golfteam op de Solheim Cup.

## Prestaties

### Amateurs
- 1993: Fort Worth Girls Championship
- 1994: Fort Worth Girls Championship
- 1995: Fort Worth Girls Championship
- 1996: Fort Worth Girls Championship, Texas State 4A High School Championship en PING Texas State Junior Championship

### Professional
LPGA Tour
| Nr. | Datum             | Toernooi                  | Score           | Score | Info                                                          |
| --- | ----------------- | ------------------------- | --------------- | ----- | ------------------------------------------------------------- |
| 1   | 29 juni 2003      | ShopRite LPGA Classic     | 65-67-65=197    | –16   |                                                               |
| 2   | 14 september 2008 | Bell Micro LPGA Classic   | 70-67-67-73=277 | –11   |                                                               |
| 3   | 16 november 2008  | Lorena Ochoa Invitational | 68-66-72-69=275 | –13   |                                                               |
| 4   | 14 februari 2009  | SBS Open at Turtle Bay    | 65-71-70=206    | –10   |                                                               |
| 5   | 26 februari 2012  | HSBC Women's Champions    | 66-70-71-71=278 | –10   | Won de play-off van Na Yeon Choi, Shanshan Feng en Jenny Shin |

Futures Tour
- 2000: Summit Consulting SBC FUTURES Tour Championship

## Teamcompetities
Amateur
- Curtis Cup ( USA): 2000 (winnaars)

Professional
- Solheim Cup ( USA): 2003, 2007 (winnaars), 2009 (winnaars), 2011, 2013
- Lexus Cup (Internationale team): 2006, 2008 (winnaars)